# Dorylus fimbriatus
Dorylus fimbriatus é uma espécie de formiga do gênero Dorylus.